# Caversham AFC
El Caversham Association Football Club es un club de fútbol de la ciudad de Dunedin, Nueva Zelanda.
Fue fundado en 1931, juega de local en el Tonga Park y participa en la FootballSouth Premier League, que ganó en 15 ocasiones. Aun así, nunca pudo proclamarse campeón de una competición a nivel nacional.

## Palmarés
- FootballSouth Premier League (15): 2000, 2001, 2002, 2004, 2005, 2006, 2007, 2008, 2009, 2010 y 2012, 2014, 2015, 2016 y 2017.